# Tyson Alualu
Tyson Alualu (Honolulu, 12 maggio 1987) è un giocatore di football americano statunitense che gioca nel ruolo di defensive end per i Pittsburgh Steelers della National Football League (NFL). Fu scelto come decimo assoluto del Draft NFL 2010 dai Jacksonville Jaguars. Al college ha giocato a football coi California Golden Bears.

## Carriera

### Jacksonville Jaguars
Al draft NFL 2010, Alualu fu selezionato come decima scelta assoluta dai Jaguars. Il 2 agosto 2010 firmò un contratto di 5 anni per un totale di 28 milioni di dollari, di cui 17,5  milioni garantiti. Debuttò come professionista il 12 settembre 2010 contro i Denver Broncos mettendo a segno un sack. Nella sua prima stagione, Alualu disputò come titolare tutte le 16 partite facendo registrare 38 tackle, e 3,5 sack, venendo inserito nella formazione ideale dei rookie dal National Football Post, da Pro Football Weekly e da The Sporting News. Nelle due stagioni successive, il giocatore non saltò una sola gara come titolare, mettendo a segno rispettivamente 40 e 45 tackle e 6 sack totali.
Nel maggio 2013, il nuovo allenatore Gus Bradley annunciò che Alualu sarebbe stato spostato dal ruolo di defensive tackle a quello di defensive end. La prima stagione nel nuovo ruolo terminò con 42 tackle e 1,5 sack.

### Pittsburgh Steelers
Nel 2017, Alualu firmò un contratto biennale con i Pittsburgh Steelers.

## Palmarès
- PFWA All-Rookie Team - 2010

## Statistiche
| Partite totali      | 64   |
| Partite da titolare | 64   |
| Tackle              | 165  |
| Sack                | 11,0 |
| Intercetti          | 0    |
| Fumble forzati      | 1    |

Statistiche aggiornate alla stagione 2013